# جورجينيو (لاعب كرة قدم برتغالي)
خورخي فرناندو باربوسا إنتيما (من مواليد 21 سبتمبر 1995)، والمعروف باسم جورجينيو ، هو لاعب كرة قدم محترف يلعب كجناح للنادي البلغاري سسكا صوفيا على سبيل الإعارة من سانت إتيان، ومنتخب غينيا بيساو الوطني.

## مسيرته الكروية
ولد في بيساو، غينيا بيساو، برز جورجينيو من خلال صفوف الشباب في مانشستر سيتي بعد توقيعه في سن السابعة عشر.  بعد الموافقة على تمديد العقد لمدة عام في 7 يوليو 2015،  اقتصرت مشاركاته على الفريق الاحتياطي.
في الدقائق الأخيرة من نافذة الانتقالات الشتوية لعام 2016، انتقل جورجينيو إلى البرتغال وانضم إلى نادي أروكا في صفقة مدتها ثلاث سنوات ونصف. ظهر لأول مرة في الدوري البرتغالي الممتاز في 7 فبراير، وجاء كبديل في الدقيقة 78 في المباراة التي انتصر فيها 2-1 على بورتو.
في 17 ديسمبر 2016، سجل جورنيهو ثلاثية في انتصار 4-1 على فريق موريرينسي. في فترة الانتقالات التالية انتقل إلى نادي سانت إتيان من الدوري الفرنسي،  الذي أعاره بعد ستة أشهر إلى نادي تشافيس بعقد لمدة موسم واحد بعد شرائه على أساس دائم.
في 19 يونيو 2018، وقع جورنيهو مع النادي البلغاري سسكا صوفيا على سبيل الإعارة حتى نهاية الموسم.

## مسيرته الدولية
مثل جورجينيو البرتغال على مستوى الشباب. وكان جزءًا من الفريق في بطولة أوروبا تحت 19 عام 2014، حيث ظهر في ثلاث مباريات - بما في ذلك ثماني دقائق في المباراة النهائية ضد ألمانيا -.
في 22 مارس عام 2018، قدم جورجينيو أول مباراة له مع بلده الأصلي غينيا بيساو، حيث بدأ في المباراة التي هزم فيها 2-0 أمام بوركينا فاسو. 

## روابط خارجية
- جورجينيو على موقع قاعدة بيانات كرة القدم.إي يو (الإنجليزية)
- جورجينيو على موقع ناشيونال فوتبول تيمز (الإنجليزية)
- جورجينيو على موقع Soccerway.com (الإنجليزية)
- جورجينيو على موقع عالم كرة القدم.نت (الإنجليزية)

- نبذة عن الدوري البرتغالي نسخة محفوظة 7 مايو 2016 على موقع واي باك مشين. (بالبرتغالية)
- بيانات المنتخب الوطني البرتغالي (بالبرتغالية)
- Jorginho  على سكروي